# Periclystus aureolatus
Periclystus aureolatus är en insektsart som beskrevs av Tillyard 1916. Periclystus aureolatus ingår i släktet Periclystus och familjen myrlejonsländor. Inga underarter finns listade i Catalogue of Life.